# Jean Karat
Jean Karat (syriaque : ܓܐܢ ܟܐܪܐܬ, né en 1949 à Qamichli en Syrie et mort le 7 décembre 2003) est un chanteur assyrien. Il s'est élevé parmi la deuxième génération de chanteurs en turoyo. Il a vécu à Qamishli toute sa vie jusqu'à sa mort en 2003. Il est connu comme l'un des chanteurs les plus célèbres du peuple assyrien de Syrie et a écrit de nombreuses chansons célèbres telles que Sawkakh Komo, Hol Ema et Mdalaleti. Ses chansons sont en turoyo et en arabe.